# Łany Wielkie (Gliwice)
Pour les articles homonymes, voir Łany Wielkie.
Łany Wielkie est une localité polonaise de la gmina de Sośnicowice, située dans le powiat de Gliwice en voïvodie de Silésie.